# Великий Курінь
Вели́кий Курі́нь — село в Україні, у Любешівській селищній громаді Камінь-Каширського району Волинської області. Населення становить 776 осіб.
Назва села, за переказами старожилів, пішла від назви «курної» хати, яка була зроблена першою.
Існує народний хор «Оргінії», у якому виступають як дорослі, так і діти.

## Історія
До 10 серпня 2017 року село було адміністративним центром Великокурінської сільської ради Любешівського району Волинської області.

## Населення
Згідно з переписом УРСР 1989 року чисельність наявного населення села становила 706 осіб, з яких 345 чоловіків та 361 жінка.
За переписом населення України 2001 року в селі мешкало 766 осіб.

### Мова
Розподіл населення за рідною мовою за даними перепису 2001 року:
| Мова       | Відсоток |
| ---------- | -------- |
| українська | 99,74 %  |
| російська  | 0,26 %   |

## Відомі уродженці
- Білан Іван Станіславович (1987-2023) — солдат збройних сил України, учасник російсько-української війни.
- Смокович Михайло Іванович — суддя, голова Касаційного адміністративного суду у складі Верховного Суду України.
- Марчик Віктор Михайлович — український військовослужбовець, головний сержант, загинув під час російського вторгнення в Україну.